# Vikingbus Danmark
Vikingbus Danmark A/S eller Vikingbus er et dansk busselskab med hovedkvarter i Hvidovre og 18 afdelinger i Danmark. Virksomheden er blevet etableret igennem flere fusioner af busselskaber. Det nuværende selskab blev etableret som Lokaltrafik A/S i 2011 og i 2021 skiftede de navn til Vikingbus Danmark A/S. Vikingbus kører alle former for bustrafik, hvilket inkluderer kontraktkørsel, turistkørsel og handicapkørsel. I 2024 havde de ca. 2.000 ansatte, hvilket svarede til ca. 1.500 fuldtidsstillinger. I regnskabsåret 2023 havde de en omsætning på ca. 1 mia. danske kroner. Vikingbus er siden 2020 ejet af kaitalfonden Polaris Private Equity. Vikingbus har ca. 1.200 busser, hvoraf 550 er minibusser.